# Прапор Мальмеді
Прапор Мальмеді був прийнятий рішенням ради від невідомої дати як прапор муніципалітету Мальмеді в провінції Льєж. Прапор можна описати так:
Три однакові смуги чорного, жовтого і зеленого кольорів
Це традиційний прапор із використанням кольорів герба міста.

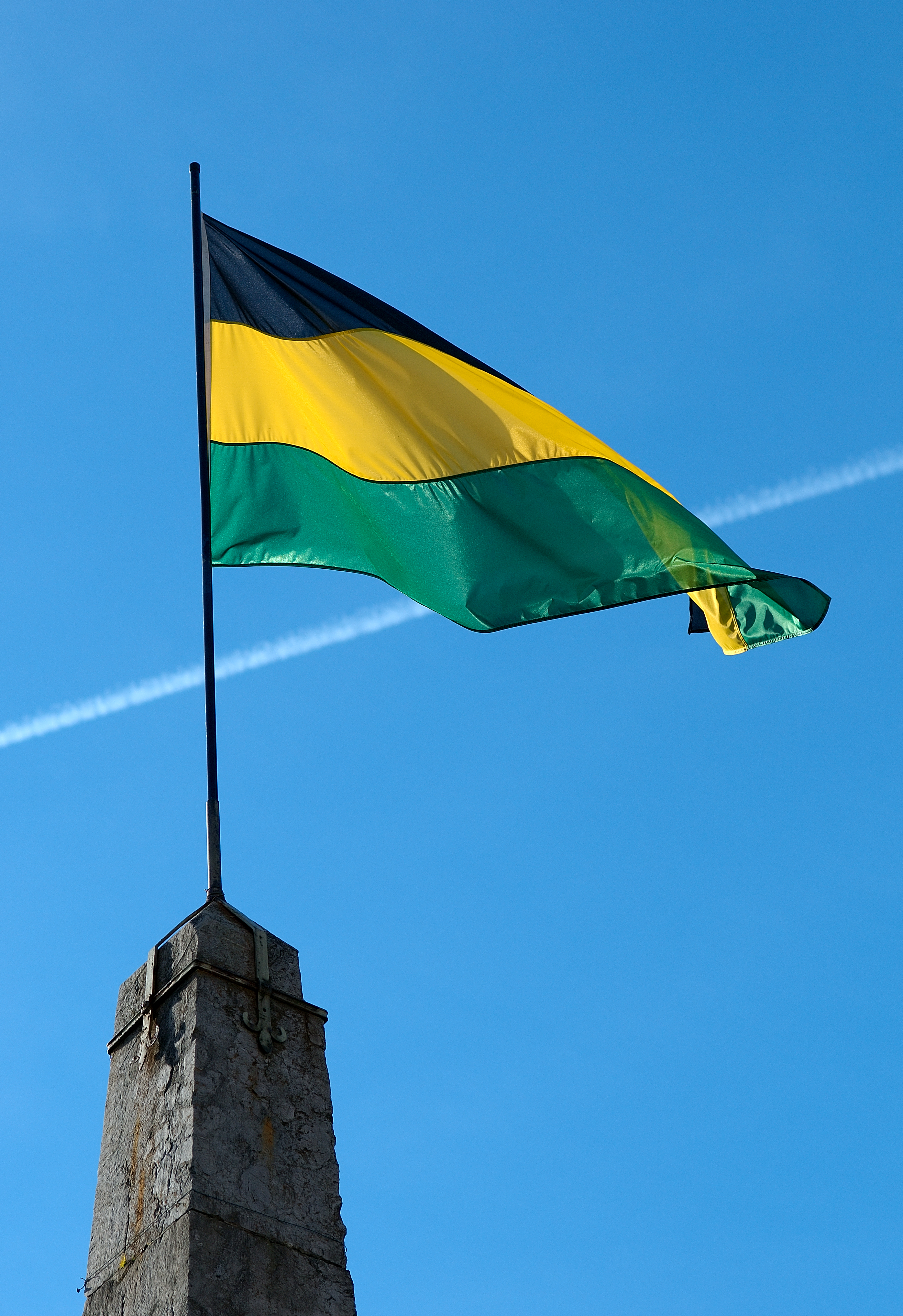
Вивішений прапор міста на карнавалі
Герб Мальмеді